# Cheick Sallah Cissé
Cheick Sallah Cissé (* 19. September 1993 in Bouaké) ist ein ivorischer Taekwondoin. Er startet in der Gewichtsklasse bis 80 Kilogramm und ist in dieser Olympiasieger.

## Karriere
Cissé gewann 2014 in Tunis bei den Afrikameisterschaften mit Bronze seine erste internationale Medaille. Bei den Weltmeisterschaften 2015 schied er im Achtelfinale nach einer 3:4-Niederlage gegen Steven Lopez aus. Im selben Jahr gewann er bei den Afrikaspielen in Brazzaville die Goldmedaille, im Finale besiegte er Oussama Oueslati mit 12:10. 2016 wurde er in Port Said erstmals Afrikameister.
Aufgrund seiner Weltranglistenposition war Cissé für die Olympischen Spiele in Rio de Janeiro qualifiziert. Nach Siegen über Piotr Paziński (8:2), Tahir Güleç (7:1) und Oussama Oueslati (7:6) traf er im Finale auf Lutalo Muhammad. Mit einem Kopftreffer in der letzten Sekunde verwandelte Cissé einen 4:6-Rückstand in ein 8:6 und wurde dadurch Olympiasieger. Er war damit der erste ivorische Sportler, der eine olympische Goldmedaille gewann. Während der Eröffnungsfeier der Olympischen Sommerspiele 2020 war er, gemeinsam mit der Leichtathletin Marie-Josée Ta Lou, der Fahnenträger seiner Nation.
2023 wurde Cissé in Baku in der Klasse über 87 Kilogramm Weltmeister. Ein Jahr darauf sicherte er sich bei den Olympischen Spielen in Paris in der Klasse über 80 kg die Bronzemedaille.